# الدوارة الكبيرة
الدوارة الكبيرة قرية سوريّة تتبع إداريّاً لمحافظة حلب منطقة عين العرب ناحية مركز شيوخ تحتاني، بلغ تعداد سكانها 572 نسمة حسب التعداد السكاني لعام 2004.